# Satyrus pamira
Satyrus pamira är en fjärilsart som beskrevs av Otto Staudinger 1887. Satyrus pamira ingår i släktet Satyrus och familjen praktfjärilar. Inga underarter finns listade.